# Швянтойи (приток Вилии)

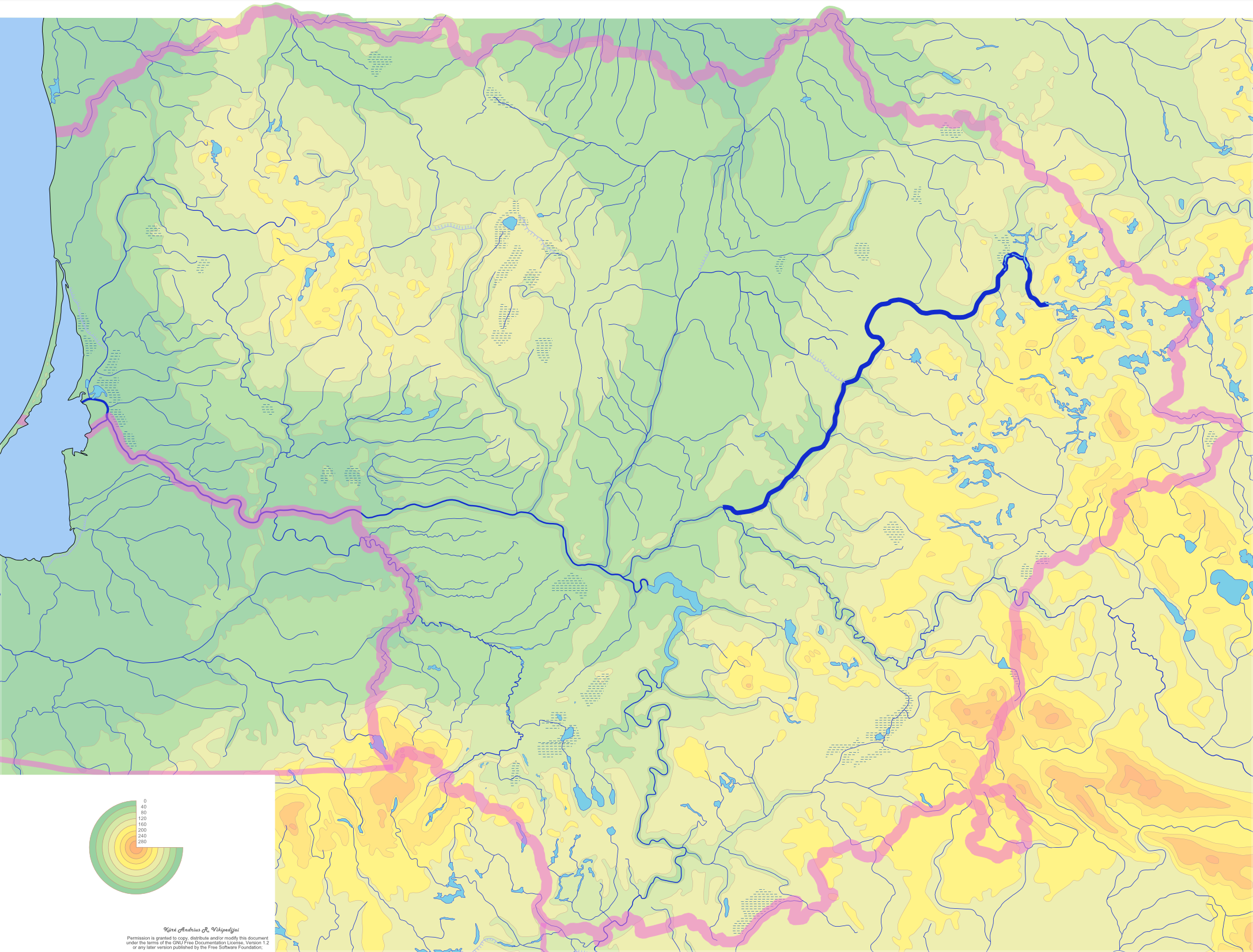

Швянто́йи (устар. Свента, Святая; лит. Šventoji) — река в Литве, самый крупный приток реки Вилии. Берёт исток из озера Саманис в региональном парке Гражуте и впадает в Вилию около Ионавы. Главным притоком Швентойи является Ширвинта. Швентойи протекает через города Аникщяй, Каварскас и Укмерге.
Длина реки — 250 км (по другим данным — 249, 246 км). Площадь водосборного бассейна — 6890 км². Средний расход воды — 56 м³/с.
На реке Святой в 1435 году состоялась битва удельного князя стародубо-северского Сигизмунда Кейстутовича с Великим князем Литовским Свидригайло Ольгердовичем, где последний потерпел поражение.
В 1963—1964 годах близ Каварскаса была построена плотина, предназначенная для того, чтобы наполнить реку Нявежис с помощью воды из Швентойи. В настоящее время плотина не используется в связи с её дороговизной, неэффективностью и нарушением экологических норм Европейского союза. В 1959 году на реке было создано Анталиептинское водохранилище — второй по размеру искусственный водоём Литвы.
Из всех рек Литвы на Швянтойи больше всего островов — 79.

## Притоки
По порядку от устья к истоку:
- 89 км: Элине (лв)
- 91 км: Варис (лв)
- 97 км: Латава (пр)
- 102 км: Бяржуона (лв)
- 106 км: Пелиша (пр)
- 123 км: Яра (пр)
- 127 км: Акниста (лв)
- 129 км: Валента (лв)
- 138 км: Насвя (пр)
- 141 км: Вижуона (лв)
- 150 км: Брадеса (лв)
- 207 км: Стромяле (пр)
- 208 км: Шаваша (лв)[4]

## Легенда о возникновении названия
Существует легенда, что эта речка называется святой (Šventas lt. — святой), потому что литовский князь Ягайло крестил в 1386 году в ней первых литовцев. Ещё одна легенда повествует, что ехал больной князь мимо реки со Священным Сакраментом, выпил воды из реки и выздоровел. Но многие верят, что святой она была ещё в языческие времена, иначе бы сохранилось первое её название.